# Bonino Mombrizio
Bonino Mombrizio (en latin Boninus Mombritius) est un humaniste italien du XVe siècle, écrivain (surtout poète latin), philologue et éditeur de textes, acteur des débuts de l'imprimerie en Italie. Né en 1424, sans doute à Milan, il est mort dans cette même ville à une date incertaine, postérieure au 24 décembre 1478.

## Biographie
Issu d'une famille noble originaire semble-t-il de Romagne, il fit des études humanistes à l'université de Ferrare, où il fut l'auditeur de Guarino Veronese, et prit aussi ses grades in utroque jure. Il était installé à Milan avant 1458, et son activité est documentée dans cette ville entre 1458 et 1478. Il était employé de l'administration financière du duché, d'abord comme contrascriptor ad trafigum salis, ensuite, à partir de 1470 environ, comme l'un des cancellarii intratarum extraordinarium. Dans les années 1470, il fut (à titre privé) l'un des protagonistes de l'introduction de l'imprimerie à Milan (notamment comme associé de l'imprimeur Domenico Giliberti da Vespolate). Il semble aussi avoir donné un enseignement public, et était un ami proche de Pier Candido Decembrio, qui lui soumettait ses textes pour correction. Il était marié et père d'une famille nombreuse (quatre filles selon une lettre de 1472).
Il réalisa avant 1465 une traduction en vers latins de la Grammaire grecque de Constantin Lascaris (dédié à Ippolita Maria Sforza, conservée dans un manuscrit de la Bibliothèque ambrosienne), et donna également une traduction de la Théogonie d'Hésiode en latin (dédiée à Borso d'Este, imprimée en 1474 à Ferrare par André Belfort). Il copia sur manuscrits des textes anciens comme le De architectura de Vitruve ou la Descriptio orbis terræ d'Avienus.
Comme écrivain, il est l'auteur d'écrits de circonstance en l'honneur de la dynastie régnante Sforza : depuis des épithalames pour les mariages, en 1451 de Sforza Secondo (1435-1491), et en 1455 de Tristano (1429-1477), fils naturels du duc François, jusqu'à une threnodia (déploration) après l'assassinat du duc Galéas Marie le 26 décembre 1476. Parmi ses autres compositions littéraires, on peut citer : Momidos (sur les vices des femmes, texte dédié à la duchesse Bonne de Savoie) ; De varietate fortunæ (dédié au duc Galéas Marie) ; un recueil poétique Bucolica (dédié au même, et offert dans un manuscrit enluminé, conservé à Cobourg). Il faut également citer trois Vies de saints en vers (deux en latin et une en italien) : une Vita Hieronymi en 1 080 hexamètres, dédiée d'abord au pape Paul II, puis après sa mort à Sixte IV ; une Vita Ioannis Evangelistæ (dédiée à Giovanni Borromeo, comte d'Arona) ; et une Vita di Caterina d'Alessandria, poème en tercets inspirés de Dante, seul texte littéraire en italien attribué avec certitude à Mombrizio (copié sur un codex richement enluminé, actuellement Ms. 10975 de la Bibliothèque royale de Bruxelles, dédié et offert à l'origine à la duchesse Blanche Marie). Mais sa composition la plus connue fut sans doute le poème De dominica passione en six livres, dédié à Sixte IV (imprimé à Milan par Antonio Zarotto en 1474).
En plus de celles de ses œuvres qui ont été imprimées, Bonino Mombrizio a contribué comme philologue à plusieurs éditions incunables :
- Chronicon seu De temporibus, c'est-à-dire le Chronicon de Saint Jérôme, continué jusqu'en 1448 par saint Prosper, puis jusqu'en 1449 par Matteo Palmieri (imprimé à Milan par Filippo da Lavagna vers 1474-1476) ;
- De mirabilibus mundi de Solin (dédié à Antonio Trivulzio, imprimé à Milan par Giovanni Bono en 1474) ;
- la Summula logicæ de Paul de Venise (imprimée à Milan par Christoph Valdafer le 14 décembre 1474) ;
- Historiæ Augustæ scriptores (les Vies d'empereurs de Suétone et de l'Histoire Auguste ; imprimé à Milan par Filippo da Lavagna en 1475) ;
- la Thébaïde de Stace (dédiée au secrétaire ducal Bartolomeo Calco, imprimée à Milan, sans nom d'imprimeur, en 1476/77) ;
- le Vocabularium de Papias (imprimé à Milan par Domenico Giliberti le 12 décembre 1476) ;
- le De octo partibus orationis de Priscien ;
- le Filocolo de Boccace (imprimé à Milan par Domenico Giliberti le 14 juin 1476) ;
- le Sanctuarium seu Vitæ sanctorum, dédié au puissant secrétaire ducal Cicco Simonetta, imprimé à Milan à une date inconnue, antérieure au 14 septembre 1478.

Le Sanctuarium est un recueil hagiographique en deux grands volumes in-folio, contenant 334 Vies de saints, rangées par ordre alphabétique du nom du personnage. Plus de la moitié (185) se retrouvent dans le Liber notitiæ sanctorum Mediolani du prêtre hagiographe Goffredo da Bussero (fin du XIIIe siècle). Plus de 300 concernent des saints des premiers siècles du christianisme, et il y a 56 Vies classiques dues à des auteurs connus (la Vie de saint Antoine d'Athanase d'Alexandrie, la Vie de saint Martin de Sulpice Sévère...). Mais il y a aussi de nombreuses Vies anonymes tirées de sources parfois non identifiées. Ce fut le premier grand recueil hagiographique imprimé avant ceux de Luigi Lippomano et de Laurentius Surius.

## Éditions modernes
- Albin Brunet et Henri Quentin (éds.), Boninus Mombritius. Sanctuarium seu Vitæ sanctorum [Novam hanc editionem curaverunt duo monachi Solesmenses], Paris, Albert Fontemoing, 1910 (2 volumes grand in-8) ; réimpr. Hildesheim, Georg Olms, 1978.
- Alphonse Bayot, Pierre Groult (éds.), Bonino Mombrizio. La légende de sainte Catherine d'Alexandrie, poème italien du XVe siècle, publié pour la première fois d'après le manuscrit unique de la Bibliothèque royale de Belgique, Gembloux, J. Duculot, 1943.
- Alessandro Giuseppe Spinelli (éd.), « Carme in morte di Cicco Simonetta », in Archivio storico lombardo XII, 1885, p. 514-527 (attribution incertaine).
- Antonio Di Giovanni (éd.), Una ignota opera sulla peste del medico umanista Bonino Mombrizio (secolo XV), Gênes, 1963.